# Lapo Gianni
Lapo Gianni, llamado el Florentino (... – ...) fue un poeta italiano que vivió en Florencia a finales del siglo XIII y comienzos del XIV. Murió más allá de 1328.

## Biografía
Perteneció al grupo poético fiorentino del Dolce stil novo y, en base a documentos históricos resulta probable que ejerciera actividades de escribano o notario público (viene a menudo identificado con el apelativo de notaio Ser Lapo, hijo de Giovanni Recevuti, del que heredó el presunto apellido Gianni).
Sus composiciones se distinguen por una particular finura y originalidad.
Es recordado por las diecisiete composiciones que han llegado hasta nuestros días (once baladas, tres canciones, dos estancias y un soneto) y por ser amigo de Dante Alighieri. Asimismo fue amigo de Guido Cavalcanti, al que le dedica el célebre soneto de sus Rimas que empieza con el verso Guido, i' vorrei che tu e Lapo ed io.

## Otros proyectos
- Wikisource contiene una página de y en Lapo Gianni
- Wikiquote contiene citas de o sobre Lapo Gianni

- Datos: Q3827021